# Saison 2004 de l'équipe cycliste AG2R Prévoyance
La saison 2004 de l'équipe cycliste AG2R Prévoyance est la treizième de cette équipe, lancée en 1992 et dirigée par Vincent Lavenu.

## Coureurs et encadrement technique

### Effectif
L'équipe est composée de 19 coureurs et 3 stagiaires,,.
| Cycliste             | Date de naissance | Nationalité | Équipe 2003                            |
| -------------------- | ----------------- | ----------- | -------------------------------------- |
| Christophe Agnolutto | 6 décembre 1969   | France      | AG2R Prévoyance                        |
| Mikel Astarloza      | 17 novembre 1979  | Espagne     | AG2R Prévoyance                        |
| Stéphane Bergès      | 9 janvier 1975    | France      | AG2R Prévoyance                        |
| Laurent Brochard     | 26 mars 1968      | France      | AG2R Prévoyance                        |
| Inigo Chaurreau      | 14 avril 1973     | Espagne     | AG2R Prévoyance                        |
| Samuel Dumoulin      | 20 août 1980      | France      | Jean Delatour                          |
| Andy Flickinger      | 4 novembre 1978   | France      | AG2R Prévoyance                        |
| Stéphane Goubert     | 13 mars 1970      | France      | Jean Delatour                          |
| Nicolas Inaudi       | 21 janvier 1978   | France      | AG2R Prévoyance                        |
| Jaan Kirsipuu        | 17 juillet 1969   | Estonie     | AG2R Prévoyance                        |
| Yuriy Krivtsov       | 7 février 1979    | Ukraine     | Jean Delatour                          |
| Julien Laidoun       | 24 janvier 1980   | France      | AG2R Prévoyance                        |
| Lloyd Mondory        | 26 avril 1982     | France      | Jean Floc'h-Moréac 56 (équipe amateur) |
| Jean-Patrick Nazon   | 18 janvier 1977   | France      | Jean Delatour                          |
| Christophe Oriol     | 28 février 1973   | France      | AG2R Prévoyance                        |
| Nicolas Portal       | 23 avril 1979     | France      | AG2R Prévoyance                        |
| Erki Pütsep          | 25 mai 1976       | Estonie     | AG2R Prévoyance                        |
| Mark Scanlon         | 10 octobre 1980   | Irlande     | AG2R Prévoyance                        |
| Ludovic Turpin       | 22 mars 1975      | France      | AG2R Prévoyance                        |
| Stagiaire            | Date de naissance | Nationalité | Équipe 2004                            |
| Simon Gerrans        | 16 mai 1980       | Australie   | U Nantes Atlantique (équipe amateur)   |
| Rémi Pauriol         | 4 avril 1982      | France      | VC La Pomme Marseille (équipe amateur) |
| Christophe Riblon    | 17 janvier 1981   | France      | CC Nogent-sur-Oise (équipe amateur)    |

### Encadrement
L'équipe est dirigée par Vincent Lavenu, Laurent Biondi et Gilles Mas .

## Bilan de la saison

### Victoires
L'équipe remporte 22 victoires ,,,.
| Date       | Course                                              | Pays     | Classe | Vainqueur          |
| ---------- | --------------------------------------------------- | -------- | ------ | ------------------ |
| 05/02/2004 | 2e étape de l'Étoile de Bessèges                    | France   | 2.3    | Jaan Kirsipuu      |
| 07/02/2004 | 4e étape de l'Étoile de Bessèges                    | France   | 2.3    | Laurent Brochard   |
| 08/02/2004 | 5e étape de l'Étoile de Bessèges                    | France   | 2.3    | Jaan Kirsipuu      |
| 08/02/2004 | Étoile de Bessèges                                  | France   | 2.3    | Laurent Brochard   |
| 06/03/2004 | 1re étape des Trois jours de la Flandre Occidentale | Belgique | 2.3    | Jaan Kirsipuu      |
| 07/03/2004 | 2e étape des Trois jours de la Flandre Occidentale  | Belgique | 2.3    | Jaan Kirsipuu      |
| 19/03/2004 | Classic Loire-Atlantique                            | France   | 1.5    | Erki Putsep        |
| 27/03/2004 | 1re étape du Critérium international de la route    | France   | 2.1    | Jean-Patrick Nazon |
| 07/04/2004 | 2e étape du Circuit de la Sarthe                    | France   | 2.3    | Ludovic Turpin     |
| 08/04/2004 | 3e étape du Circuit de la Sarthe                    | France   | 2.3    | Laurent Brochard   |
| 25/04/2004 | Tro-Bro Leon                                        | France   | 1.3    | Samuel Dumoulin    |
| 28/05/2004 | GP de Tallinn                                       | Estonie  | 1.3    | Mark Scanlon       |
| 29/05/2004 | GP de Tartu                                         | Estonie  | 1.3    | Mark Scanlon       |
| 09/06/2004 | 3e étape du Critérium du Dauphiné Libéré            | France   | 2.HC   | Nicolas Portal     |
| 25/06/2004 | Championnat d'Estonie Clm                           | Estonie  | CN     | Jaan Kirsipuu      |
| 25/06/2004 | Championnat d'Ukraine Clm                           | Ukraine  | CN     | Yuriy Krivtsov     |
| 27/06/2004 | Championnat d'Estonie                               | Estonie  | CN     | Erki Putsep        |
| 04/07/2004 | 1re étape du Tour de France                         | France   | GT     | Jaan Kirsipuu      |
| 06/07/2004 | 3e étape du Tour de France                          | France   | GT     | Jean-Patrick Nazon |
| 29/07/2004 | 4e étape du Tour de la Région Wallonne              | Belgique | 2.3    | Jaan Kirsipuu      |
| 12/08/2004 | 3e étape du Tour de l'Ain                           | France   | 2.3    | Jean-Patrick Nazon |
| 24/09/2004 | 1re étape de Paris-Corrèze                          | France   | 2.3    | Jaan Kirsipuu      |